# Sextius Alexandre François de Miollis
Pour les articles homonymes, voir Miollis.
Sextius Alexandre François, comte de Miollis, né le 18 septembre 1759 à Aix-en-Provence et mort dans la même ville le 18 juin 1828, est un général français et comte de l'Empire.

## Biographie
Né en 1759 à Aix-en-Provence, à l'hôtel Peyronetti, Sextius Alexandre François de Miollis entre en 1772 comme cadet dans le régiment de Soissonnais-Infanterie, fait comme sous-lieutenant les dernières campagnes de la guerre d'indépendance des États-Unis sous Rochambeau, est blessé au siège de Yorktown et revient capitaine.
Chef du 1er bataillon de volontaires des Bouches-du-Rhône, il donne en 1792 de nombreuses preuves de bravoure et est promu général de brigade le 25 février 1794. Employé en Italie en 1796 et 1797, il commande une brigade de la 4e division de l'armée d'Italie sous Sérurier. Il se fait remarquer au combat de Saint-Georges pendant le siège de Mantoue, et est nommé gouverneur de la ville le 4 février 1797 après la reddition de la garnison autrichienne.
En 1799 il participe à la campagne de Toscane. Lors de la seconde campagne d'Italie, le général Miollis combat à Vérone sous Moreau. Il est fait général de division le 19 octobre 1799. Après les défaites de la fin de l'année 1799, l'armée d'Italie est réorganisée par son nouveau commandant-en-chef André Masséna. Le général Miollis commande une division de la droite française sous les ordres du général Soult, aux côtés des généraux Gazan et Marbot. Sa division est composée de la 5e demi-brigade d'infanterie légère et des 24e, 74e et 106e demi-brigade d'infanterie de ligne soit environ 4 200 hommes. Enfermée dans Gênes avec l'armée d'Italie, la division Miollis participe à plusieurs combats de la défense de la place. Lors de la capitulation de la place le 4 juin, le général Masséna confie à Miollis la charge de rester avec les malades et les blessés, dont la convention prévoit le rapatriement lorsque leur état le permettra.
Après l'armistice conclu en janvier 1801 entre les Français et les Autrichiens, l'armée d'Italie se retourne contre l'armée du royaume de Naples. Miollis seconde Murat qui s'installe à Florence et contraint les Napolitains, avancés en Toscane, à retraiter.
Resté républicain, il est mis en disponibilité en 1802 après s'être opposé au Consulat à vie. Gouverneur de Belle-Île-en-Mer en 1803, puis de Mantoue à partir du 28 août 1805, il fait ériger dans cette ville un monument à Virgile, et profite d'un court séjour qu'il fait à Ferrare pour faire transférer avec pompe les cendres de l'Arioste à l'Université de cette ville, où elles reçurent de grands hommages. Il fait restaurer les arènes de Vérone. Nommé en octobre 1805 commandant des troupes françaises en Italie, il occupe Venise en décembre, sous les ordres d'Eugène de Beauharnais. Le 29 août 1807, pour faire appliquer le blocus continental, le général Miollis fait saisir les denrées anglaises entreposées dans le port de Livourne.

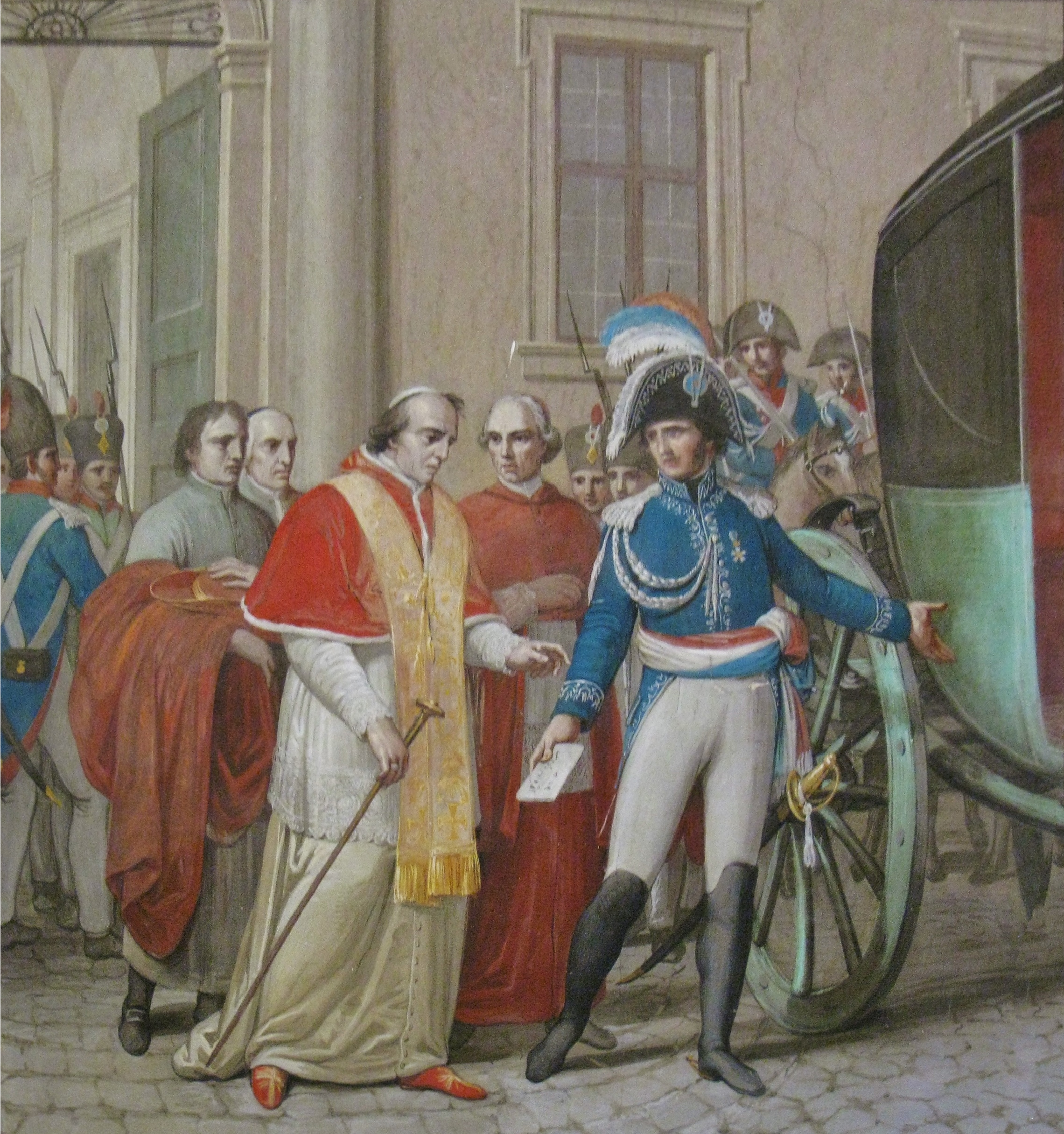
Arrestation du pape Pie VII par le général Radet.

Le 2 février 1808 le général Miollis exécute à la tête de sa division l'ordre reçu le 21 janvier et s'empare de Rome et des États pontificaux. Devenu commandant de la division française à Rome, puis lieutenant du gouverneur général, il exerce l'occupation avec le plus d'égard possible pour le pape Pie VII. Il rencontre régulièrement Lucien Bonaparte en exil à Rome, qu'il connait depuis longtemps. Le 16 septembre 1808, il est fait comte de l'Empire. Le 16 mai 1809 par décret impérial, Rome est annexée à l'Empire français. Le général Miollis fait hisser le drapeau français sur le château Saint-Ange le 10 juin, tandis que le Pape excommunie Napoléon Ier. C'est sous son autorité que le général Radet, commandant la gendarmerie impériale, procède à l'arrestation du Souverain Pontife dans la nuit du 5 au 6 juillet 1809.
Le général Miollis conserve le gouvernement des États romains jusqu'en 1814. Lorsque Joachim Murat, roi de Naples, renverse l'alliance française et signe le 8 janvier 1814 une convention avec les Autrichiens, son armée marche sur Rome. La cité éternelle est atteinte le 19 janvier et Miollis ne peut que se retrancher avec sa garnison au château Saint-Ange. Après plusieurs semaines de siège, une convention est signée qui permet à la garnison française de regagner la France ; elle quitte Rome le 10 mars 1814.
Le général Miollis est fait chevalier de Saint-Louis le 10 août 1814. En janvier 1815, Louis XVIII lui confie les départements des Bouches-du-Rhône et du Vaucluse sous les ordres du maréchal Masséna. Lorsque ce dernier apprend le 3 mars 1815 la nouvelle du débarquement de Napoléon à Golfe-Juan, il envoie le général Miollis à la tête du 83e régiment d'infanterie de ligne et de six compagnies du 58e régiment d'infanterie de ligne pour barrer à Sisteron la marche de l'Empereur. Bien que partie dès le milieu de la nuit du 3 au 4 mars, le détachement arrive à Sisteron bien après le départ des bonapartistes. Miollis et ses troupes continuent jusqu'à Gap, atteinte le 8 mars, dans l'espoir de couper la retraite de Napoléon qu'on pense arrêté devant Grenoble. Il y retrouve le général Mouton-Duvernet et s'y rallie à l'Empire.
Napoléon Ier l’appelle pendant les Cent-Jours au commandement de Metz, où il reste jusqu'au mois d'août 1815, époque où il est mis à la retraite.
Le général Miollis meurt à Aix-en-Provence le 18 juin 1828, âgé de 69 ans, en se frappant la tête sur le coin d'une table en tombant.
Il repose au cimetière Saint-Pierre d'Aix-en-Provence.

## Famille
D'une famille anoblie en 1770, il est le fils de Joseph-Laurent de Miollis, (1715-1792), lieutenant-général civil et criminel en la sénéchaussée d'Aix, conseiller au Parlement de Provence, et de Marie-Thérèse-Delphine Boyer de Fonscolombe (fille d'Honoré Boyer de Fonscolombe (en)). Plusieurs de ses frères se distinguent : Balthazar, est général, Bienvenu, évêque de Digne de 1805 à 1838 et Honoré-Gabriel, qui est docteur en droit en 1781, avocat, puis préfet du Finistère de 1805 à 1815, est créé baron de Miollis en 1830.
Sextius Miollis épouse en 1798, à Nice, Rosalie Boutté.
La famille de Miollis est une famille de la noblesse française subsistante.

## Récompenses et hommages
Le nom du général Miollis est gravé sur l'arc de triomphe de l'Étoile, côté Sud et une rue de Paris porte son nom.
Le 16 septembre 1808, le général Miollis est fait comte de l'Empire.
Le général Miollis est fait commandeur de l'ordre de la Légion d'honneur le 15 mai 1804, puis grand-officier le 14 septembre 1808. Sa carrière se déroulant essentiellement en Italie, il reçoit aussi plusieurs décorations italiennes ; chevalier puis commandeur de l'ordre de la Couronne de fer en juin 1807, il est également reçu comme commandeur de l'ordre royal des Deux-Siciles le 25 novembre 1808. À la Restauration, il est fait chevalier de l'ordre de Saint-Louis, le 13 août 1814.
Une place d'Aix-en-Provence, sa ville natale, porte son nom (Place Miollis).
À Metz, une rue porte son nom.
À Paris, la rue Miollis (15e arrondissement) est nommée en son honneur.